# Kostja Zetkin

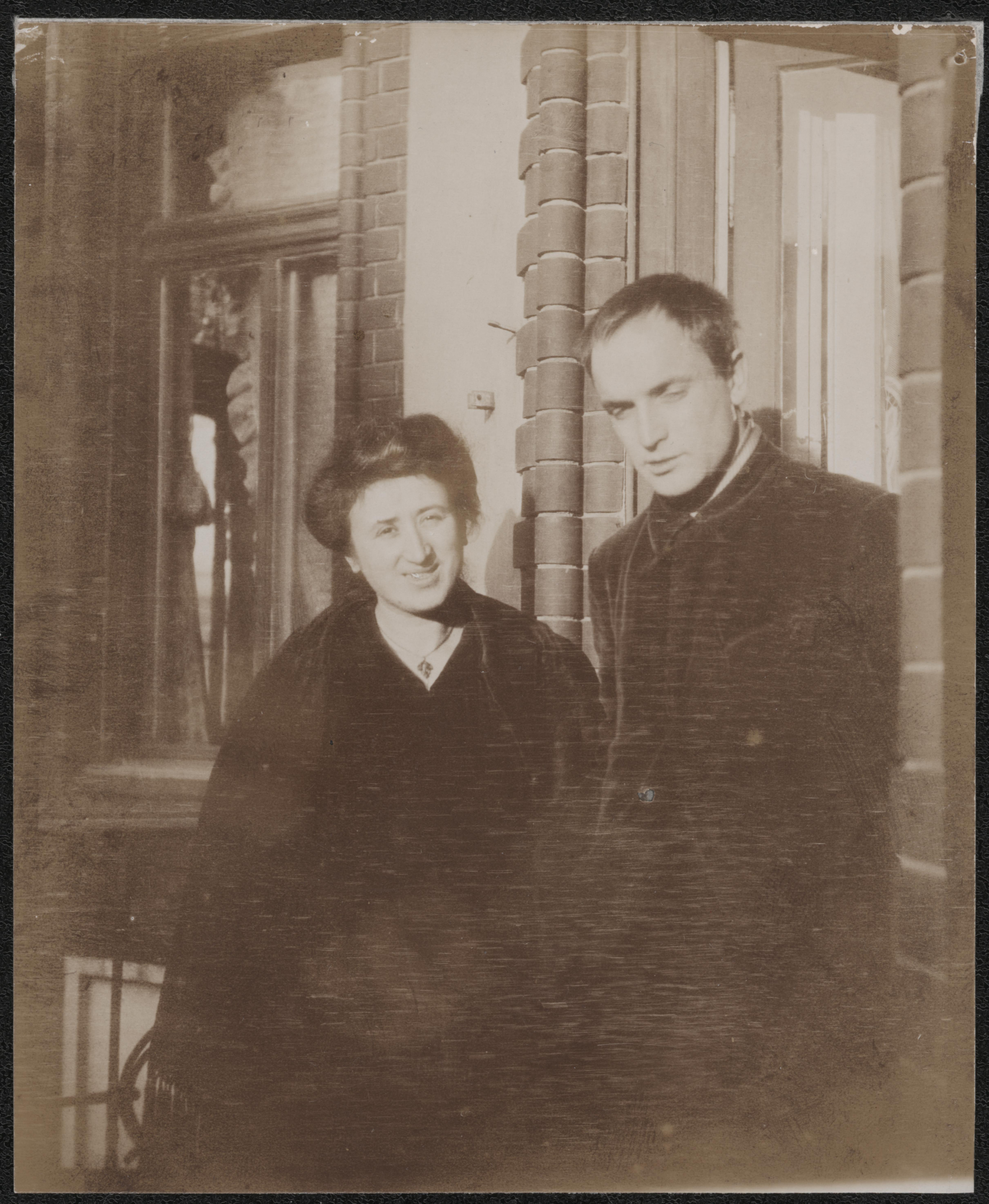
Rosa Luxemburg und Kostja Zetkin (1909)

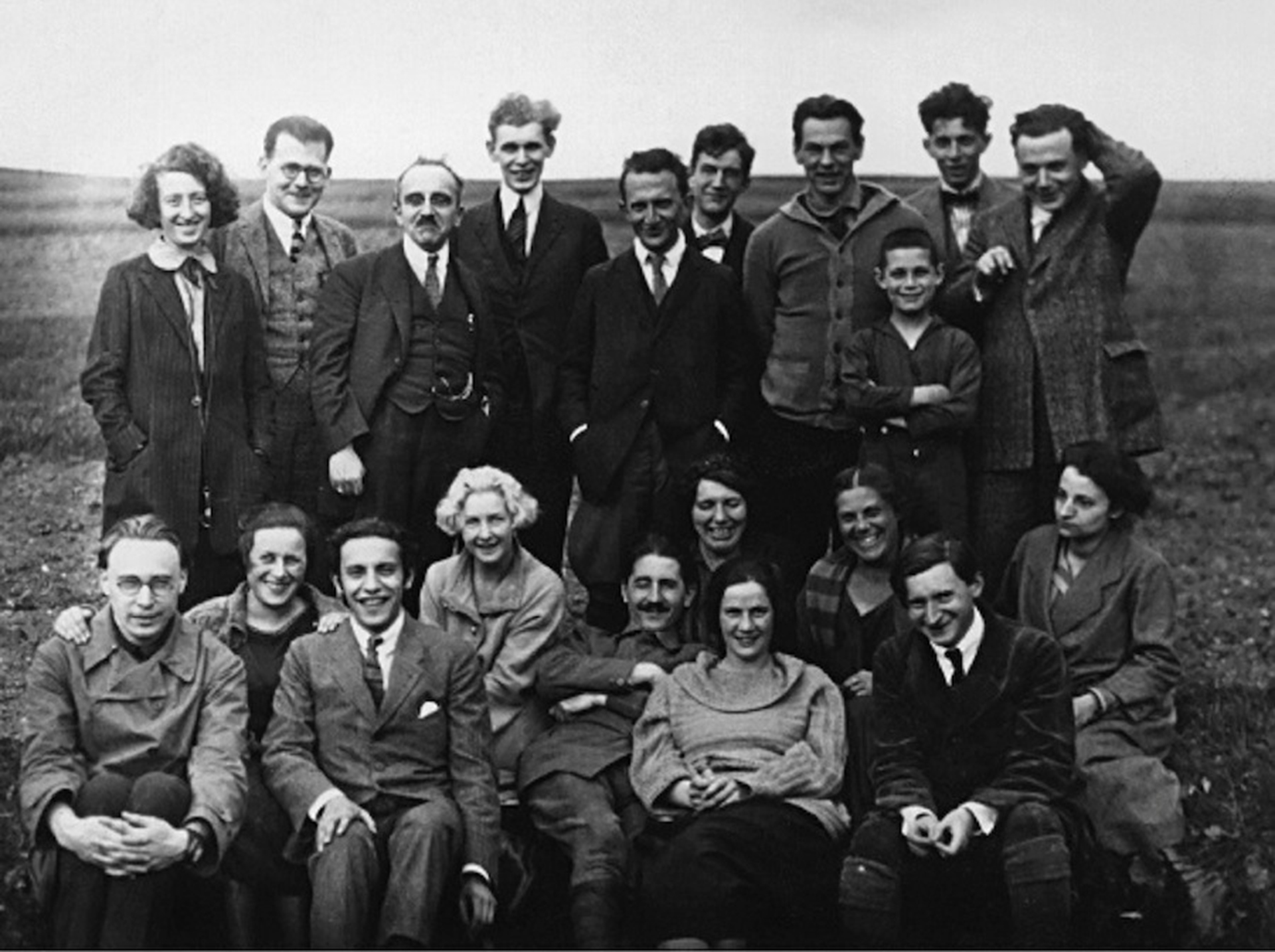
Konstantin Zetkin (1923, stehend, 4. von links)

Konstantin „Kostja“ Zetkin (* 14. April 1885 in Paris; † September 1980 in Middle Point, Halfmoon Bay, Kanada) war ein deutscher Arzt, Nationalökonom und Politiker. Er war ein Sohn von Clara Zetkin und zeitweise der Liebhaber von Rosa Luxemburg.

## Leben
Kostja Zetkin wurde als Sohn von Ossip und Clara Zetkin in Paris geboren. 1891 zog die Familie nach Deutschland um. Dort besuchte er wie sein Bruder Maxim Zetkin das Karls-Gymnasium in Stuttgart. Trotz anfänglicher sprachlicher Schwierigkeiten konnte er später auf Anraten von Rosa Luxemburg, mit der er zwischen 1907 und 1915 eine Liebesbeziehung pflegte, in Berlin studieren. Während des Studiums war er „Untermieter“ bei Rosa Luxemburg. Zuerst entschied er sich für ein Studium der politischen Ökonomie, später folgte er seinem Bruder und studierte Medizin.
Noch vor Ende des Studiums musste er am 5. März 1915 den Kriegsdienst antreten. Zuerst diente er als Sanitätsunteroffizier, später als Feldunterarzt und Feldhilfsarzt an der Westfront, bei der Schlacht an der Somme, in Verdun und Reims. Für seine Verdienste bekam er am 10. November 1916 das Eiserne Kreuz II. Klasse verliehen.
Nach dem Kriegsdienst vollendete er sein Medizinstudium und bestand 1923 mit Auszeichnung. 1923 gehörte er zusammen mit Karl Korsch, Georg Lukács, Richard Sorge und anderen zu den Initiatoren der Gründung des Instituts für Sozialforschung an der Universität Frankfurt/Main. So war er einer der Teilnehmer an der Marxistischen Arbeitswoche im Mai 1923. Zeitweise war er Chefredakteur der Zeitung Die Gleichheit. Später unterstützte er seine kranke Mutter als, wie er sich selbst bezeichnete, „technischer Mitarbeiter“. Nach der Machtergreifung der NSDAP in Deutschland emigrierte die Familie Zetkin in die Sowjetunion. Nach dem Tod seiner Mutter gab es Auseinandersetzungen um deren Nachlass, und er bekam Probleme mit Vertretern der sowjetischen Regierung. Er floh deshalb 1935 in die Tschechoslowakei. Dort heiratete er die deutsche Emigrantin Gertrude Bardenhewer (1893–1981), alleinerziehende Mutter eines Sohnes Lukas (später Lucas Bennett; Vater war der Maler Otto Tetjus Tügel). Im Zusammenhang mit der deutschen Besetzung der Tschechoslowakei floh die Familie 1939 weiter über die Schweiz nach Frankreich, wo Zetkin nicht als Arzt arbeiten durfte und sich seinen Lebensunterhalt als Masseur und Krankenpfleger verdienen musste. Nach der Besetzung Frankreichs im Zweiten Weltkrieg wurde er auf dem Territorium des Vichy-Regimes inhaftiert, konnte aber befreit werden. 1945 ging er in die Vereinigten Staaten und arbeitete in verschiedenen psychiatrischen Instituten und Sanatorien in New York und Illinois. 1957 übersiedelte er nach Middle Point, einer kleinen Siedlung im Sunshine Coast Regional District, Kanada, nordwestlich von Sechelt, wo er mit seiner Frau bei deren Schwester Thea Leuchte, die mit ihrem Mann in den 1930er-Jahren aus Deutschland dorthin emigriert war, beziehungsweise auf der Farm seines Stiefsohnes lebte.

## Bedeutung
Zur literarischen und politischen Bedeutung von Kostja Zetkin schrieb Iring Fetscher 1984 in der  Wochenzeitung Die Zeit: Die wichtigste Erstveröffentlichung stellen dabei die Briefe Rosa Luxemburgs an Kostja Zetkin (1885–1980) dar. Leider haben die Herausgeber von den über 600 erhaltenen Briefen wegen ihres „vorwiegend privat-intimen Charakters“ rund 70 nicht aufgenommen und gelegentlich „geringe Auslassungen“ vorgenommen. Diese Zurückhaltung ist wenig verständlich, zumal wenn man feststellt, daß auch die veröffentlichten Briefe häufig durchaus „privat-intimen“ Charakters sind.
Die Berliner Morgenpost berichtete anlässlich einer Uraufführung des Grips-Theaters:

„Rosa Luxemburg war zeitlebens unverheiratet, sie hatte fast immer jüngere Liebhaber. Ihre glücklichste Zeit verbrachte sie mit Kostja Zetkin, dem Sohn ihrer besten Freundin Clara Zetkin, erzählt Regine Seidler. Das war eine ganz innige Liebesbeziehung. In der DDR sei dieser Aspekt nicht vorgekommen. Da hieß es dann, dass Rosa Luxemburg ein mütterliches Verhältnis zu ihrem Untermieter hatte. Eine interessante Umschreibung.“